# 오에노 히로모토
오에노 히로모토(일본어: 大江広元)는, 일본 헤이안 시대 말기에 태어나 가마쿠라 막부의 창업 공신이자 요인으로써 활동한 구교(公卿)이다. 
하급 귀족 출신으로 처음엔 교토 대궐에 말단 관리로 출사했다가 가마쿠라에서 미나모토노 요리토모(源頼朝)를 만나 그의 측근이 됐으며, 교토와 가마쿠라 사이의 조정 역할을 맡았다. 가마쿠라 막부의 창업공신으로서 당시 핵심 정무 기관인 만도코로에서 초대 벳토(別当)직에 올랐다. 먼훗날 전국 시대의 간웅(奸雄) 모리 모토나리(毛利元就)가 그의 직계 후손이다.

## 출신
가마쿠라 막부의 창업공신인 히로모토의 정확한 출신은 설이 분분하다. 오에 씨 족보(『江氏家譜』)는 후지와라노 미쓰요시(藤原光能)의 아들로 생모의 재혼 상대인 나카하라노 히로스에(中原広季)에게 양육되었다고 기록했다. 그러나 초기 일본 가계도 모음집인 《손피빈먀쿠》(일본어: 尊卑分脈)에 실린 오에 씨 계보에는 히로모토가 오에노 고레미쓰(大江維光)의 아들이고, 나카하라노 히로스에(中原広季)가 양아버지로 기재되어 있다. 반면, 《속군서유종》(일본어: 続群書類従) 속편에 실린 나카하라 씨 계보에는 나카하라노 히로스에가 히로모토의 친아버지이고 오에노 고레미쓰가 양아버지라고 기록되어 있다.
히로모토가 조정에 출사한 초기에는 '나카하라노 히로모토(일본어: 中原 広元)'라는 이름으로 신하 명단에 올라있다. 오에 씨로 고쳐 부른 기록은 만년인 겐포 4년(1216년)에 종5위상(従五位上) 품계인 무쓰노카미(陸奥守)로 임관했을 때였다. 히로모토는 조정에 개명 신청을 상주했던 모양으로, 《아즈마카가미에》는 윤달 6월 14일 히로모토가 상소문에 양부 히로스에에게 받은 은혜가 크고 깊으나, 본가인 오에 씨의 쇠퇴를 보고 있기가 딱하여 생부 고레미쓰의 뒤를 이으려 한다고 기록하고 있다..

## 가마쿠라 막부에 참가 및 출세
히로모토의 친형인 나카하라노 지카요시(中原親能)는 미나모토노 요리토모와 친분이 깊어 일찍부터 교토를 떠나 요리토모의 밑으로 들어갔다. 1183년(주에이 2년) 음력 10월에 치카요시는 미나모토노 요시쓰네(源義経)의 군세와 함께 상경 후 헤이케를 몰아냈고, 이듬해인 1184년(엔랴쿠 원년) 정월에 요리토모의 대관으로서 세이이타이쇼군 임명을 대행하였다. 귀족 신분으로서 자신의 주군인 쇼군 요리토모와 여타 교토 귀족 구교(公卿)들 사이의 교섭을 주선했다.
이런 친형의 인연으로 히로모토도 요리토모와 함께 가마쿠라에 내려가 구몬도코로(公文所)의 벳토(別当)직에 제수되었다. 요리토모가 대장군에 오른 후 정2품 우대장(右大将)에 올라 개인 정무 처리기관이였던 구몬도코로를 만도코로(政所)로 고쳐 장군으로서 정무를 시작했고, 히로모토는 벳토(장관)직에 유임되어 주로 교토와 가마쿠라 사이의 교섭을 맡았다. 그외 분야에도 여러 가지 실무를 맡아 처리했다. 《아즈마카가미》에 따르면 요리토모가 지방 슈고직(守護職), 지토(地頭) 등 중앙집권 체제로서의 임명 지방관직을 설치했던 것도 히로모토의 제안이었다고 되어 있다.
1199년(쇼지 원년) 요리토모가 급서하자 요리토모의 부인인 호조 마사코, 싯켄 호조 도키마사와 손잡고 2대 쇼군 미나모토노 요리이에를 막부 정치에서 배제시키는 데 성공했다. 3년 후 무리한 정치적 행동을 연발하던 요리이에가 병석에 눕자 자신의 집으로 빼돌려 유폐시키고 결국 주살, 3대 쇼군 미나모토노 사네토모를 옹립했다. 
조큐의 난 때는 막부를 등지고 교토측에 가담한 장남 오에노 지카히로(大江親広)와 부자의 연을 끊고 적이 되기도 했다. 당시 《아즈마카가미》 기록에서는 히로모토가 주전론을 펼치는 호조 마사코에게 협조, 교토 조정과의 싸움에 주저하는 고케닌(御家人)들을 독려하여 막부의 승리를 일궈낸 장본인 가운데 하나로 기록되어 있다(교토측에 가담했던 장남 지카히로는 난이 패배로 끝난 뒤 변방으로 쫓겨갔다).
와다 전투 때는 군사 모집과 영지 분배에 관해 히로모토가 싯켄(執権) 요시토키와 함께 고케닌들 명의로 연판장을 돌렸던 것이 남아 있다. 그는 막부 창업에 뒤늦게 참가한 후발 주자였지만 막부가 갖지 못한 교토 귀족들과의 독자적인 연락망을 가지고 있어, 단순히 하급 관리에 그치지 않고 정책 결정 및 시행에 있어 큰 영향력을 행사하였다. 그가 요리토모(정2품)를 제외하고 여느 가마쿠라 막부의 인사들보다도 품계가 높았던 것이 그 예다. 요리토모의 친동생 노리요리나 요리토모의 장인 호조 도키마사같이 여타 막부 요인 등도 잘해 봐야 종5위하라는 낮은 품계에 머물렀던 반면, 그만은 대번에 정5품 품계를 받았었다. 요리토모 사후, 최고 실권자인 싯켄 호조 요시토키를 웃도는 정4품 품계를 받아 명목상으로는 쇼군 다음가는 지위를 갖게 되었다. 에도 시대의 학자 아라이 하쿠세키는 《독사여론》에서 오에노 히로모토는 집안 대대로 조정의 신하였으면서 요리토모를 도와 막부 창설에 공헌하였고, 나아가 호조 도키마사가 이치만을 죽일 때나 요시토키가 막부를 장악하는 과정에서 히로모토가 늘 다른 사람의 이름을 빌어 자신의 이익을 쌓았다며, 히로모토가 조정에만 반역한 것이 아니라 요리토모에게도 반역한 자이고 그 아첨과 간사한 지혜는 요시토키에 버금간다고 혹평했다(하쿠세키는 요시토키를 두고 "일본 역사를 통틀어도 찾아볼 수 없는 소인배"라고 지독하게 혹평하였다).

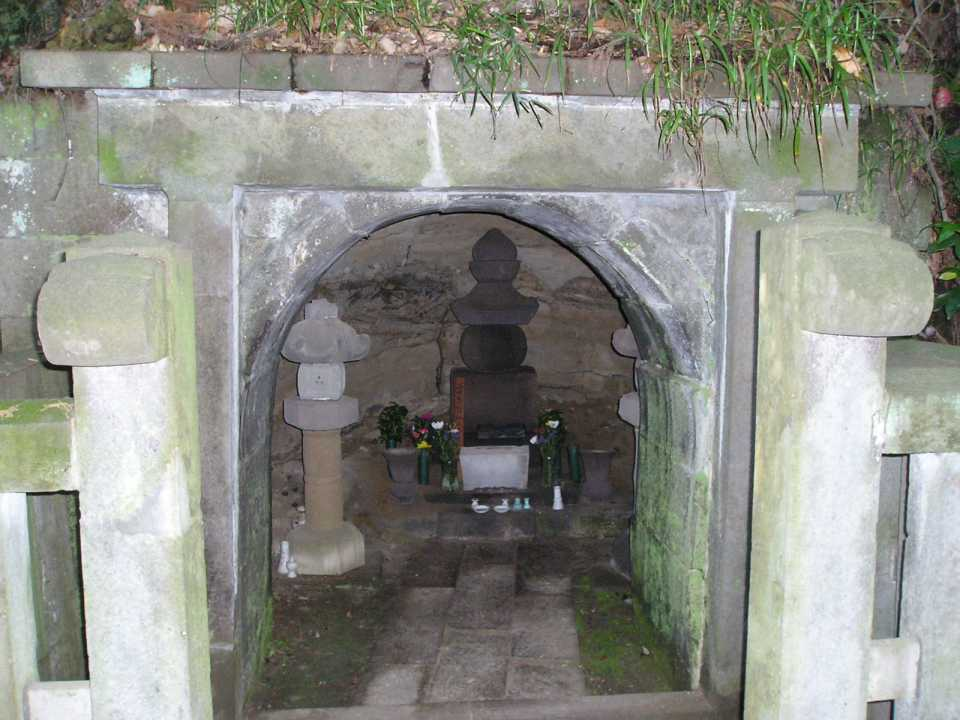
오에노 히로모토의 가묘(假墓), 가나가와현 소재

## 일화
- '성인이 된 후로 눈물을 흘린 적이 없다'(成人してから後涙を流したことがない)'고 만년에 담담히 술회했다 한다[4] 히로모토가 정보다는 냉정한 이성에 의해 움직이는 인물이었음을 반증하는 예로 많이 거론된다.
- 가마쿠라에 오에노 히로모토의 묘가 남아있으나, 실은 에도 시대(江戸時代)에 무명의 조슈 번사(長州藩士)에 의해 추모의 의미로 만들어진 허묘(虛墓)라고 한다. 조슈 번의 도자마 다이묘인 모리(毛利) 씨의 조상이 바로 오에노 히로모토로, 주군의 조상에 대한 존경을 표시할 목적이었던 것으로 생각되고 있다. 가마쿠라 지방의 전설에 따르면 가마쿠라 시 주변 12곳의 산에 지어진 오륜탑(五輪塔)이 본래 히로모토의 유해를 나눠 안치한 묘라고 전해진다.

## 후손들
- 장남 지카히로(親広)는 히로모토에 이어 만도코로 별당을 지냈고 교토슈고등 막부 요직을 두루 역임했지만, 위에서 기술한대로 조큐의 난 때 히로모토와 절연하고 교토 조정 편에 섰다가 막부 세력에 패배, 데와국 사가와(寒河江) 장원에 숨었다. 그의 후손들은 사가와(寒河江)씨가 되었다[5].
- 차남 도키히로(時広, 나가이 도키히로)는 빈고슈고(備後守護)에 올랐고 형 지카히로가 쫓겨난 이후 오에 씨의 적통을 이었다. 아들인 야스히데의 대부터 효조슈에 들어 막부의 중요 사안들을 처리했다. 히로모토의 고손자인 무네히데(宗秀)는 요리아이슈(寄合衆)에도 임명되었다. 《아즈마카가미》의 편집자 중 하나로 꼽힌다.
- 3남 무네모토는 기록이 없으나 그의 아들 마사시게(政茂)는 1239년에 좌근위감(左近将監), 1241년에 종5위하(従五位下) 품계에 올랐다. 1254년에는 종5위상 히키즈케슈(引付衆)에 들었다.
- 4남 모리 스에미쓰(毛利季光)는 1216년인 16세 때 이미 종5위하 품계에 올랐다. 1233년 음력 11월 3일에는 효조슈에 올랐다. 1247년의 호지 전투(宝治合戦)에는 미우라 야스무라의 원군으로 나섰다가 패전, 미우라 일족과 함께 미나모토노 요리토모의 영정을 봉안한 홋케도에서 자결했다. 넷째 아들 쓰네미쓰(経光)가 에치고(越後)에 따로 떨어져 살았던 덕에 홀로 살아남아 영지를 인정받고 대를 이었다. 쓰네미쓰는 모리(毛利)라는 성씨를 사용하였으며, 차남 모리 도키치카(毛利時親)가 남북조 시대에 남조(南朝) 편에 서서 아키(安芸) 요시다(吉田)에 장원을 하사받았고, 센고쿠 시대의 간웅(奸雄) 모리 모토나리(毛利元就)가 그의 직계 후손이다. 도키치카의 아들 대에는 에치고(越後) 동부의 유력 호족인 에치고 호조 씨(越後北条氏)도 나왔다.
- 5남 다다나리(忠成)는 1227년에 종5위하 품계에 올랐고 그 후 종4위하까지 올랐다. 1245년에 효조슈가 되었지만 호지 전투에서 바로 손윗형 스에미쓰와 함께 거병했다가 실패, 도주했다. 얼마 안 가 관직이 삭탈되었다.

그 외 미카와 국(三河国), 지금의 아이치현)의 사카이(酒井)씨, 이나바 국(因幡国)의 이나바 모리 씨(因幡毛利氏), 이즈모국의 다코(多胡) 씨 등등 오에노 히로모토(大江広元)를 조상으로 하는 후손들이 많다. 물론 진위 여부는 논란이 많다. 대개 그의 후손들은 '모토'(元) 나 '히로'(広)라는 글자 등을 넣어 이름을 짓는 경우가 많다고 한다.

## 벼슬 열력
(이하 음력)
- 1148년 교토 출생. 나카하라(中原) 성씨를 칭하였다.
- 1168년 12월 13일：누이도노인(縫殿允)[주 3]으로 첫 임관
- 1170년 12월 5일：곤소게키(権少外記)에 임명
- 1171년 1월18일：소게키(少外記)로 전임
- 1173년
  - 1월 5일：종5위하(従五位下)에 서품
  - 월일불명：구조 가네자네(九条兼実)의 정무 감독
- 1183년 4월9일：종5위상(従五位上)에 서품
- 1184년：사가미국(相模国, 현재의 가나가와현) 가마쿠라로 낙향. 미나모토노 요리토모의 개인 정무기관인 구몬도코로(公文所)의 벳토(別当)에 오름
  - 9월 17일：이나바노카미(因幡守)에 서임
- 1185년
  - 4월 3일：정5위하(正五位下)로 승진
  - 4월 27일：요리토모가 공경(公卿) 귀족 반열에 올라 구몬도코로(公文所)를 만도코로(政所)로 개정. 벳토(別当)직은 유지[주 4]
  - 6월 29일：이나바노카미(因幡守)직 사퇴
- 1191년
  - 4월 1일：묘호하카세(明法博士) 겸 사에몬노다이이(左衛門大尉)에 오름. 게비이시(検非違使)도 겸임
  - 11월 5일：묘호하카세 사퇴
- 1192년 2월 21일：게비이시(検非違使)・사에몬대위(左衛門大尉) 사퇴
- 1196년 1월 28일：효고노가미(兵庫頭) 서임
- 1199년 12월 9일：가몬노카미(掃部頭)로 전임
- 1200년 5월：다이젠다이부(大膳大夫)로 전임
- 1203년：다이젠다이부 사퇴
- 1206년：만도코로(政所) 별당(別当)직 사퇴 후 장남에게 세습
- 1213년 1월 5일：종4위상(従四位上) 품계로 승차
- 1214년 1월 5일：정4위하(正四位下) 품계로 승차(막부 신하들 중 최고 품계)
- 1216년
  - 1월 27일：무쓰노카미(陸奥守)에 서임
  - 윤 6월 1일：오에 씨로의 창씨를 교토 조정으로부터 윤허받음
  - 8월：만도코로(政所) 별당에 복직. 전임 별당이던 장남이 난에 실패해 지방으로 쫓겨남. 부자절연.
- 1217년 11월 10일：무쓰노카미(陸奥守) 사퇴. 정계은퇴후 계를 받고 출가하여 가쿠가(覚阿)란 법명을 받음
- 1225년 6월 10일：서거. 향년 78세

### 내용주
1. ↑  성(姓)인 오에는 가바네(姓)가 아니고 묘지(苗字)이므로, 오에 뒤에 '노'를 붙여 읽는다.
2. ↑  그러나 1960년에 이시모다 쇼(石母田正)가 여기에 대해 상세히 분석하면서, 히로모토의 헌책이라는 것이 사실은 가마쿠라 후기에 하나의 설로서 제시된 것이 통설로 자리잡은 것이 아닌가 지적했다. 여기서 논쟁이 크게 일어나 이시이 스스무(石井進)의 '일본역사 제7권(『日本の歴史 7) 가마쿠라 막부 편, 천하의 구사야리(天下の草創) p187-p195 에 실린 내용에선 히로모토의 지방관 설치 헌책 내용은 빠져 있다. 대신 히로모토가 했던 것으로 확인되는 권문세가(権門勢家)들의 지위 고하에 따라 병량미를 공정하게 내야 한다는 등의 사실적 헌책만이 실려 있다. 그 내용으로는,
  1. 병량미는 전국 평균(諸国平均)이 아닌 교토와 가까운 긴키 지역인 고카이(五畿), 산인(山陰), 산요(山陽), 난카이(南海), 사이카이(西海) 지방으로 세분하여 징수할 것
  2. 미나모토노 요시쓰네와 유키이에의 수색 및 체포를 위해 지역 단위로 고쿠지토(國地頭)와 총추포사(総追捕使)를 차출하도록 할 것
  3. 헤이케 정권 때 설치된 치토를 개정하기 위해, 요리토모가 1190년 상경하여 고시라카와 법황(後白河法皇) 및 섭정인 구조 가네자네(九条兼実)와 협의하에 전국 슈고(守護)직 설치와 행정관인 부교(奉行)의 권한을 설정할 것(岩波講座『日本通史巻8 中世2』 p61-p63)

등등이다.
3. ↑  누이도노(縫殿)는 대궐의 궁녀 혹은 각종 직물을 관리하던 관청이다.
4. ↑  구몬도코로와 만도코로가 그대로 남아 양 기관 별당에 겸임됐다는 설도 존재한다.